# Stanley (Wisconsin)
Pour les articles homonymes, voir Stanley.
Stanley est une ville américaine située dans les comtés de Chippewa et de Clark, au Wisconsin. Selon le recensement de 2010, sa population est de 3 608 habitants.

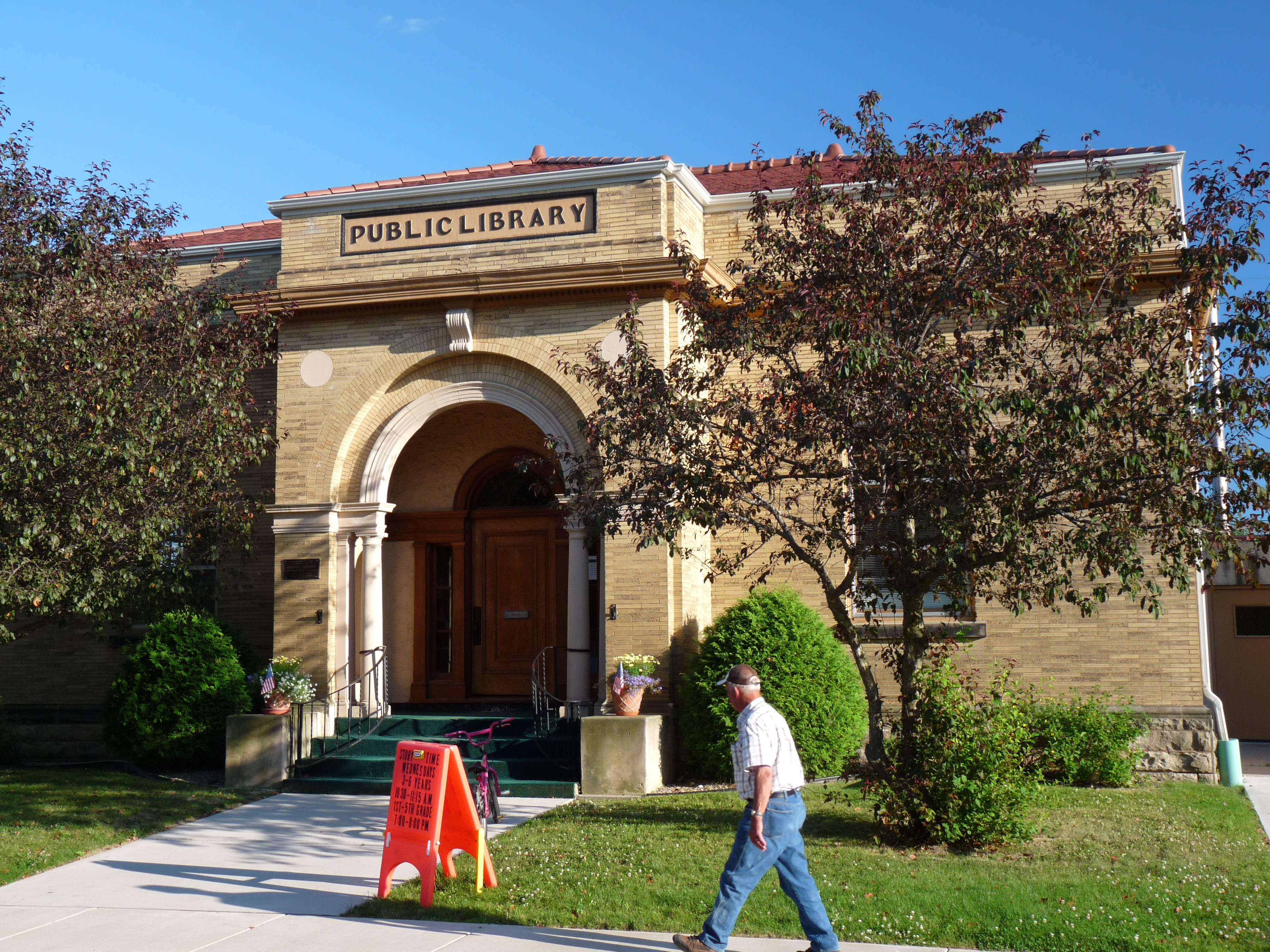
La bibliothèque commémorative DR Moon